# Gofraid mac Amlaíb meic Ragnaill
Gofraid mac Amlaíb meic Ragnaill (m. 1075) fue un caudillo hiberno-nórdico, monarca vikingo del reino de Dublín, el primer escandinavo tras la caída del enclave de Dublín en manos de la dinastía irlandesa de Uí Cheinnselaig en 1052, y posible sobrino de Echmarcach mac Ragnaill. No se sabe a ciencia cierta cuanto tiempo la dinastía de los Uí Ímair conservaron el trono dublinés, pero tras la muerte de Diarmait mac Maíl na mBó en 1072, parece que Gofraid gobernó el reino, quizás con apoyo de Toirdelbach Ua Briain. Los anales irlandeses no ofrecen argumento sobre el hecho, al margen de un breve obituario en 1075 sobre Gofraid, citando la muerte del «rey de los extranjeros y rey de Dublín». Los anales de Inisfallen mencionan:
Gofraid nieto de Ragnall, rey de Áth Cliath, fue expulsado por Tairdelbach Ua Briain, murió allende los mares, habiendo reunido una gran flota [para regresar] a Irlanda.
Al margen de como obtuvo el trono, lo cierto es que tuvo la oportunidad de restablecer la dinastía escandinava en Dublín a pesar de las hostilidades de los reinos irlandeses vecinos. No fue hasta Godred Crovan que los hiberno-nórdicos volvieron a gobernar Irlanda.

## Teorías
Algunos historiadores como Jean Renaud identifican a Gofraid mac Amlaib mac Ragnaill como padre de Fingal Godredson, monarca del reino vikingo de Mann. Otros lo emparentan con Sitric mac Amlaíb, posiblemente un hermano. Sitric era un vikingo del reino de Dublín que junto a dos nietos de Brian Boru intentó invadir el reino vikingo de Mann, con un trágico final ya que murieron en el intento.